# Juan de Solís

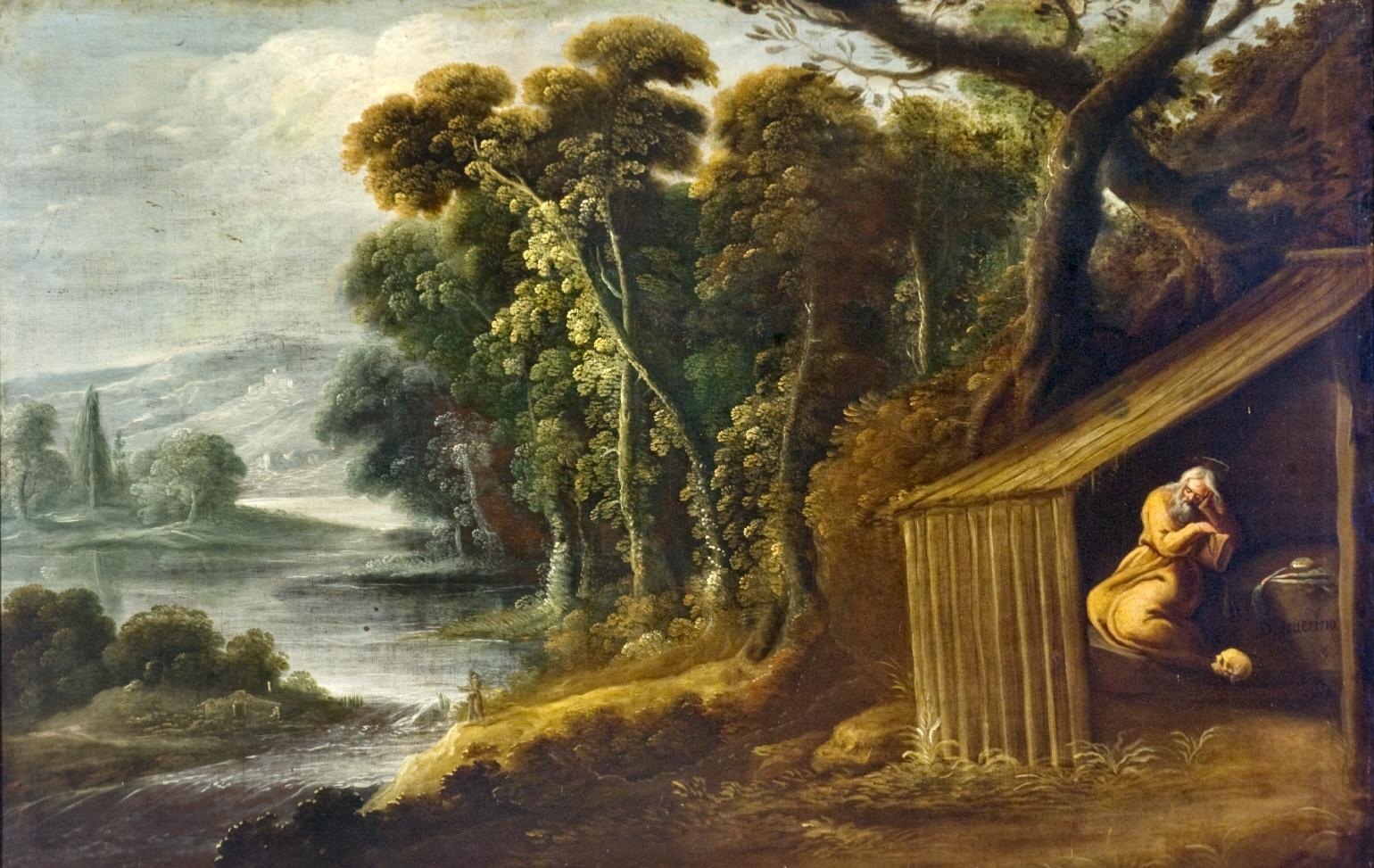
San Severiano ermitaño, óleo sobre lienzo, 110 x 168 cm, firmado «Juan de Solís f», Pamplona, Museo de Navarra.

Juan de Solís (h. 1598-fallecido en 1654), pintor y escenógrafo barroco español al servicio de Felipe IV, cuyos méritos, ensombrecidos por la escasez de la obra conservada, se vieron superados por los de su hijo, el también pintor Francisco de Solís, y los del más famoso de sus discípulos, Juan de Arellano.

## Biografía
Según Antonio Palomino, que no le dedicó biografía y solo alude a él de pasada tratando de su hijo, Juan de Solís era de familia noble, afirmación que no es posible corroborar con los datos documentales existentes. Ceán Bermúdez le hace discípulo de Alonso de Herrera en Segovia. Se sabe que en 1620 bautizó una hija en la parroquia de San Ginés en Madrid y hacia 1630 recibió en su taller a Juan de Arellano, lo que indica que para estas fechas se encontraba ya establecido como pintor con cierto volumen de obra, aunque se ignora todo lo relativo a ella en estos años.
Hacia 1636 entró a trabajar al servicio de la Corte, documentándose en años sucesivos diversos pagos por trabajos realizados para las decoraciones escenográficas del Palacio del Buen Retiro, entre ellos la pintura de los barcos y escenarios para las fiestas que en el estanque se hicieron con motivo de la visita del duque de Módena.
En abril de 1637 cobró por «cuatro países y una figura de Baco, con pedestal de retablo, y otras cosas que hizo para la ermita de la Magdalena del Buen Retiro». Algunas de las escasas obras conservadas se inscriben precisamente en este género del paisaje con figuras en el que parece haberse especializado. A él pertenece una serie conservada en colección particular de cuatro santos ermitaños en sus paisajes (San Antón, San Jerónimo, San Benito y San Bernardo, estos dos últimos firmados «Solís fa») serie a la que cabría agregar otro Ermitaño en un paisaje (quizá San Severino) propiedad del Museo de Navarra (Pamplona), que originalmente pudieron destinarse a decorar las citadas ermitas del Buen Retiro.
En 1638 declaró como testigo en el expediente matrimonial de Diego Polo el Menor y Melchora de los Reyes. Para entonces Solís y su mujer, Mariana de Corcuera, vivían en la calle de Hortaleza, y el pintor afirmó tener cuarenta años en aquel momento, lo que sitúa su nacimiento en el entorno de 1598.
En 1639 se encargó con Luis Fernández del dorado del retablo y pintura del camarín de la Virgen en la desaparecida iglesia del Buen Suceso de Madrid, donde según las condiciones del contrato debían pintarse en los lunetos algunos santos y ángeles en sus paisajes. Un año después entregó para las decoraciones del Buen Retiro trece perspectivas y cuatro arboledas pintadas en colaboración con un tal Juan Bautista Sánchez, obteniendo plaza de pintor de las caballerizas de la reina sin derecho a sueldo. Por encargo del protonotario de Aragón, Jerónimo de Villanueva, pintó un San Benito y el rey Totila para el coro del convento de San Plácido, donde también realizó tareas menores de dorado y aderezo de pinturas ajenas. Como pintor de la reina firmó en 1647 el contrato para el dorado del retablo y pintura de la capilla de la Virgen del Amparo en Colmenar de Oreja.
El 26 de septiembre de  1654, ciego, dictó un codicilo por el que modificaba un primer testamento fechado en 1649, nombrando albaceas a Juan de Arellano y al grabador Pedro de Villafranca; falleció pocos días después, el 30 de septiembre. De la tasación de los escasos bienes que dejaba se ocupó en noviembre de ese mismo año Antonio Arias.

## Obra
A los cinco paisajes con ermitaños ya citados que han servido de base tradicionalmente para el estudio de la obra de Juan de Solís cabe agregar una serie de ocho pinturas sobre mármol dedicadas a la Pasión de Cristo conservadas en la catedral de Segovia, dos de ellas firmada «Solís f». Sus asuntos, de Cristo recogiendo sus vestiduras a la Aparición de Cristo resucitado a la Virgen, presentan algunas lagunas en el relato pasionista que hacen pensar que la serie original fuese más larga y su presencia en la catedral segoviana pudiera explicarse por la relación con Alonso de Herrera apuntada por Ceán Bermúdez. En su composición el pintor se valió de estampas, principalmente de la serie Quindecim Mysteria Rosarii Beate Mariae Virginis grabada en 1609 por Raffaello Schiaminossi, aunque mezclándolas siempre con otras fuentes entre las que se cuentan Cornelis Cort o Hieronymus Wierix, y no faltan los paisajes en las lejanías, importantes especialmente en el Noli me tangere y en el Entierro de Cristo en el que se encuentran recuerdos también de Tiziano.
Paisaje con figuras es también un óleo con Hércules y el león de Nemea de colección particular, firmado con solo el apellido, con soluciones compositivas próximas al ermitaño de Pamplona y al Noli me tangere segoviano, disponiendo un bosque en un extremo y en el opuesto una lejanía con paisaje acuático.